# Multistrato
Con multistrato (o multistrati) si indica un'ampia categoria di semilavorati in legno più propriamente detti pannelli stratificati, dei quali fanno parte ad esempio i compensati. 
Tali pannelli sono composti da strati sottili di legno, generalmente in numero dispari e in numero maggiore o uguale a tre, incollati fra loro e con fibra incrociata simmetricamente. Gli strati sono ottenuti direttamente da tronchi d'albero, utilizzando macchine di dimensioni notevoli, con un processo chiamato sfogliatura (legno derullato). Gli sfogliati, con spessore di pochi decimi di millimetro fino ad alcuni millimetri, vengono poi essiccati e incollati fra loro con colle termoindurenti in apposite presse.
Soprattutto a livello commerciale, complice anche il fatto che la lingua inglese usa solamente il termine "plywood", i due termini "compensato" e "multistrato" vengono confusi tra loro e ritenuti sinonimi. Più propriamente, per pannello in compensato si intende un pannello composto da un numero di tre strati, di cui quello centrale di maggiore spessore; mentre per pannello multistrato si intendono compositi da 5 o più strati.
Le facce esterne possono avere la fibratura del legno disposta sia nella direzione longitudinale che trasversale.